# Michalis Polynikis
 (mars 2017).
Michalis Polynikis (né le 6 novembre 1948 à Paphos, Chypre), est un homme politique chypriote. Il est ministre de l'Agriculture et de l'Environnement entre 2008 et 2010, dans le premier Gouvernement Khristófias.